# Carl Moritz (Porzellanhersteller)
Die Porzellanfabrik Carl Moritz, auch Porzellanfabrik Taubenbach, war ein in der ersten Hälfte des 19. Jahrhunderts in Thüringen gegründetes Unternehmen zur Herstellung von Porzellan sowie Puppen, Blechspielzeug und Kleinblech mit Sitz in Taubenbach.

## Geschichte
Die Porzellanfabrik wurde im Jahr 1840 gegründet.
Unter der Firma Carl Moritz wurde das Unternehmen ab 1888 auch als Hersteller von Puppen bekannt. Nach dem Jahr 1893 konzentrierte man sich jedoch mehr und mehr auf Spielzeug und Kleinblechwaren.
1904 starb Karl Moritz, der zuvor zum Kommerzienrat ernannte Mitbesitzer der damaligen Porzellanfabrik. Dessen Sohn Max Moritz ließ sich 1919 von seinem Bruder ausbezahlen und zog nach Rudolstadt (in die Villa Gebindstraße 7).
Der ehemalige Mitinhaber Fritz Mayer fiel 1916 im Ersten Weltkrieg.
Das Unternehmen produzierte noch bis um das Jahr 1939.